# Корчеватовский могильник
Корчева́товский могильник — погребальный памятник зарубинецкой культуры, датированный II—I веками до н. э. Предположительно, хронологически могильник охватывает время с конца III века до н. э., но не переходит за рубеж нашей эры.

## Описание
Могильник располагается севернее местности Корчеватое — южной окраины города Киева, в километре к югу от Лысой горы. Могильник находится на одном из отрогов правого берега Днепра, ограниченного двумя оврагами. В 1937 году в карьере кирпичного завода были обнаружены древние глиняные сосуды, в некоторых из них находились пережжённые человеческие кости. В последующие годы вплоть до 1940 погребения обнаруживались при расширении карьера. Многие захоронения были разрушены во время карьерных работ. Одновременно производились археологические раскопки. За годы Великой Отечественной войны часть площади могильника на склонах и край раскопа подверглись значительному разрушению. Сохранившаяся часть могильника была исследована почти полностью.
Могильник состоял условно из двух частей — южной, более насыщенной захоронениями и северной, менее насыщенной. В обеих частях могильника имеются отдельные участки-гнёзда, которые отличаются по обряду погребения. Погребения по погребальным обрядам разделены на пять групп. К первой группе относятся захоронения в урнах с пережжёнными человеческими костями. Во второй группе сожжения ссыпаны непосредственно в яму и имеют более обильный инвентарь. Третью группу погребений составляют трупоположения. В четвёртой группе захоронены отдельные человеческие черепа. Пятая группа — кенотафы с погребальным инвентарём и без признаков останков умершего. Первая и вторая группы составляют 80 % погребений. Погребальным инвентарём служили глиняная лепная посуда разнообразных форм, фибулы, височные кольца, стекловидные бусы, железные ножи, наконечник копья, кости домашних животных. Во всех случаях трупоположения скелеты лежали на спине в вытянутом состоянии с руками протянутыми вдоль туловища с ориентировкой головой на запад. Погребения Корчеватовского могильника индивидуальны и никогда не нарушают друг друга (кроме лишь одного случая). Одновременное сосуществование двух обрядов — трупосожжения и трупоположения — встречается в Среднем Поднепровье, начиная со скифского времени. Захоронения отдельных черепов известны также со скифского времени и черняховского.